# Сикела, Йозеф
Йозеф Сикела (чеш. Jozef Síkela; род. 17 июня 1967, Прага) — чешский государственный и политический деятель, инвестор, банкир и менеджер словацко-венгерского происхождения. Бывший министр промышленности и торговли в правительстве Петра Фиалы. Европейский комиссар по международному партнерству во второй комиссии Урсула фон дер Ляйен с 1 декабря 2024 года.

## Биография
Родился 17 июня 1967 в Рокицанах. Его отцом был словак из населённого пункта Старый Теков у Левице. Мать по происхождению венгерка, была родом из деревни Лока в районе Левице. После разделения Чехословакии на два независимых государства, получил гражданство Чехии. Учился в Пражской Высшей школе экономики, получил степень инженера (чеш. Ing.). Во время Бархатной революции в 1989 году, организовывал забастовки студентов. 
С 1991 года стал работать в венском отделении австрийского банка «Creditanstalt». После слияния с «Bank Austria» стал директором отдела корпоративного банкинга банка в Чешской Республике. С 2001 года стал работать директором отдела корпоративного банкинга в «Česká spořitelna». С 2007 года стал работать в «Erste Bank» в Украине, где в 2009 был назначен исполнительным директором в задачу которого было преодоления последствий экономического кризиса 2009 года. В период с 2010 по 2015 год был генеральным директором «Slovenská sporiteľňa». В этот период банк трижды признавался лучшим банком года в Словакии. А в 2013 году был награждён премией лучшего словацкого банкира года.
С января 2015 года являлся членом Совета директоров «Erste Group», отвечая за корпоративных клиентов и финансовые рынки. Курировал значительные инвестиции во все сегменты корпоративного банкинга, включая малые и средние предприятия. В 2019 году он покинул совет директоров «Erste Group», а затем до конца 2020 года работал в группе в качестве внештатного консультанта. С 2021 года являлся партнером инвестиционной группы «Prime Fund» и членом наблюдательного совета Благотворительного фонда профессора Йосефа Харвата. После назначения в правительство Чехии, продал свои активы в группе Prime Fund. В январе 2025 года перестал быть членом наблюдательного совета благотворительного фонда профессора Харвата.

## Политическая деятельность

### Министр промышленности и торговли
После скандала и последующего отказа от номинации на пост министра промышленности и торговли Веслава Михалика, движение Старосты и независимые (STAN) объявили в конце ноября 2021 года, о своей новой номинации на пост министра. Им стал беспартийный Йозеф Сикела. В середине декабря, президент Милош Земан назначил новое правительство, вместе с Сикелой.
С самого начала российского вторжения в Украину был одним из самых ярых сторонников атакованной Украины. На рубеже февраля и марта 2022 года, на посту министра промышленности и торговли совместно с Министерством финансов Чехии и Управлением государственных материальных резервов инициировали передачу топлива Украине. Он также инициировал краудфандинговую кампанию «Rozsviťme Ukrajinu», целью которой был сбор средств для восстановления пострадавшей энергетической инфраструктуры Украины. 
В июне 2022 года посетил Катар, чтобы обсудить с катарским правительством поставки сжиженного природного газа (СПГ) и возможности долгосрочного сотрудничества. В июле 2022 года он объявил, что правительство в сотрудничестве с конгломератом ČEZ, приобрело долю в терминале СПГ в нидерландском Эмсхавене. Предполагалось, что этот терминал позволит Чехии импортировать до трети потребляемого ею газа из-за рубежа в виде сжиженного природного газа. Во второй половине 2022 года, когда Чешская Республика председательствовала в Совете Европейского союза, Сикела председательствовал на министерских заседаниях Совета по иностранным делам, Совета по конкурентоспособности (COMPET) и Совета по транспорту, телекоммуникациям и энергетике. В то время ЕС пришлось реагировать на стратегию и попытки России манипулировать ценами на газ, а также на угрозу прекращения поставок газа из России, что привело к быстрому росту цен на газ и электроэнергию. Последний Совет имел решающее значение, поскольку через него государства-члены ЕС координировали ответ ЕС на нарушение работы энергетических рынков в результате войны на Украине. Под его руководством государства-члены ЕС согласовали ключевые меры, которые помогли стабилизировать энергетические рынки.
В январе 2023 года поддерживал принятие так называемого «закона о ČEZ» («lex ČEZ»), результатом которого бы стала национализация акций частных миноритарных акционеров в энергетической компании ČEZ. В июне 2023 года, в интервью с газетой «Právo», заявил что рассматривает возможность стать еврокомиссаром. В июле 2023 года принял участие в 28-й ежегодной энергетической конференции «Бакинский энергетический форум», где призвал к укреплению сотрудничества между Чешской Республикой и Азербайджаном, поставки природного газа которых помогли Европе заменить природный газ из России.
В октябре 2023 года заявил, что правительство увеличило квоту для рабочих из Филиппин на пять тысяч, поскольку «у нас долгосрочная нехватка как квалифицированных, так и неквалифицированных рабочих». Государственные программы рассчитаны на привлечение десятков тысяч работников из таких стран, как Филиппины или Монголия. В ноябре 2023 года Саудовская Аравия отменила запланированный визит Сикелы в Эр-Рияд, где тот должен был обсудить поставки нефти в Чешскую Республику с министром энергетики Саудовской Аравии. Причиной, как сообщается, стало заявление Сикелы и других политиков чешского правительства в поддержку Израиля после нападения на Израиль 7 октября и начала войны с ХАМАС. В ноябре 2023 года правительство объявило о приобретении доли в терминале СПГ в Штаде, недалеко от Гамбурга, снова в сотрудничестве с конгломератом ČEZ. Сикела лично представлял Чешскую Республику на торжественном открытии строительства этого терминала.
В течение 2023 года, парламент завершил рассмотрение, а затем утвердил закон об общественной энергетике, который позволил совместно использовать излишки электроэнергии, вырабатываемой собственными силами из возобновляемых источников. Впоследствии этот закон получил премию «Бизнес-закон года» в 2024 году. Общественная энергетическая система была запущена в эксплуатацию в августе 2024 года. 
В марте 2024 года, при поддержке других стран Вишеградской четвёрки и Австрии, инициировал попытку призвать Европейскую комиссию принять правовые меры против Германии, которая увеличила плату за транзит природного газа до 1 860 евро/МВт-ч. По словам Сикелы, это была «прямая угроза энергетической безопасности государств, не имеющих прямого доступа к терминалам СПГ». Германия впоследствии подтвердила, что увеличит сбор более чем на треть с июля 2024 года, но в то же время пообещала отменить сбор за транспортировку газа по своей территории не ранее 2025 года.
В июне 2024 года американская компания «ON Semiconductor» объявила о решении инвестировать более 40 миллиардов крон в Чешскую Республику для расширения производства микросхем в Рожнове-под-Радгоштем. Инвестиции позволят создать целую экосистему полупроводников в Чешской Республике. Переговоры по деталям инвестиций Сикела вёл с представителями Onsemi с марта 2023 года. В июле 2024 года премьер-министр Петр Фиала поручил Сикеле и министру финансов Збынеку Станюре разработать план финансирования завершения строительства двух блоков атомной электростанции «Дукованы». По оценкам чешского правительства, общая стоимость проекта достигнет 400 миллиардов крон. Победителем тендера на строительство стала южнокорейская компания KHNP.
Перед и после выборов в Европейский парламент, правительство Чехии и лично премьер-министр Петр Фиала вёл переговоры о получении «сильного экономического портфолио» (энергетика или торговля) в новом составе Европейской комиссии для представителя Чехии. В июле 2024 года, правительство официально номинировало Йозефа Сикелу в качестве кандидата на пост европейского комиссара от Чехии. В середине сентября, неожиданно стало известно, что в новой комиссии Чехия получило пост комиссара по международному сотрудничеству, в полномочия которого входит надзор за европейским международным сотрудничеством и политикой развития, поддержку координации между Европейским союзом и его государствами-членами в области сотрудничества в целях развития, а также за работу с партнерами по продвижению ценностей ЕС, включая демократию, верховенство закона и уважение прав человека. 7 октября 2024 года ушёл в отставку с поста министра промышленности и торговли, и передал этот пост Лукашу Влчеку.

### Европейский комиссар
В декабре 2024 года Сикела официально стал европейским комиссаром по международному сотрудничеству. В качестве Европейского комиссара по международному партнерству Сикела участвует в формировании новой стратегии Global Gateway.

## Награды
- Орден «За заслуги» II степени (16 октября 2023, Украина)[38][39].